# Daúda Traoré
Daúda Traoré (m. 1892) foi fama (chefete) senufô do Reino de Quenedugu que governou entre 1860 e 1862. Era pai de Bambanitieni, Solimão, Babá e Fatoroma.

## Vida
Daúda era do ramo Traoré mais jovem e filho de Tiemonconco. Quando jovem, ficou preso em Congue, pois foi vendido por Pigueba, mas seus irmãos o resgatam. Tornou-se fama em 1860. Tinha caráter muito pacífico e os chefes perceberam que não tinha energia para comandar. Um ex-cativo de Segu, Fafá, enviou seu povo a Bugula para desafiá-lo. Daúda respondeu tomando ação contra os invasores. Ele não consegue dar cabo de Fafá, que então conduz incursões em Ganadugu. Por sua inação, em 1862 Molocunanfá, filho mais velho de Daulá, fez uma revolução palaciano que provocou a dissensão de seus sofás e cativos e parte de sua família. Para recuperar parte de seu prestígio, sitiou a aldeia de Tieni, mas falou miseravelmente, o que fez com que seus últimos seguidores o abandonassem. Não teve coragem de retornar para Bugula e partiu a Bobo Diulasso, onde morreu cerca de 1892. Ele era pai de Bembanitieni, Solimão, Baba e Fatorama.